# Carurú
Carurú – miasto w Kolumbii, w departamencie Vaupés.